# Critérium International 1996
Il Critérium International 1996, sessantacinquesima edizione della corsa, si svolse dal 30 al 31 marzo su un percorso di 278 km ripartiti in 3 tappe, con partenza a Gaillac e arrivo a Castres. Fu vinto dal britannico Chris Boardman della Gan davanti all'italiano Michele Coppolillo e allo svizzero Mauro Gianetti.

## Tappe
| Tappa  | Data     | Percorso                              | km  | Vincitore di tappa | Leader cl. generale |
| ------ | -------- | ------------------------------------- | --- | ------------------ | ------------------- |
| 1ª     | 30 marzo | Gaillac > Gaillac                     | 191 | Christophe Capelle | Christophe Capelle  |
| 2ª     | 31 marzo | Mazamet > Aussillon                   | 80  | Mauro Gianetti     | Mauro Gianetti      |
| 3ª     | 31 marzo | Castres > Castres (cron. individuale) | 6,5 | Didier Rous        | Chris Boardman      |
| Totale | Totale   | Totale                                | 278 |                    |                     |

## Dettagli delle tappe

### 1ª tappa
- 30 marzo: Gaillac > Gaillac – 191 km

| Pos. | Corridore           | Squadra          | Tempo    |
| ---- | ------------------- | ---------------- | -------- |
| 1    | Christophe Capelle  | Aubervilliers 93 | 4h47'10" |
| 2    | Frank Vandenbroucke | Mapei-GB         | s.t.     |
| 3    | Frédéric Moncassin  | Gan              | s.t.     |

| Pos. | Corridore           | Squadra          | Tempo    |
| ---- | ------------------- | ---------------- | -------- |
| 1    | Christophe Capelle  | Aubervilliers 93 | 4h47'00" |
| 2    | Frank Vandenbroucke | Mapei-GB         | a 4"     |
| 3    | Frédéric Moncassin  | Gan              | a 6"     |

### 2ª tappa
- 31 marzo: Mazamet > Aussillon – 80 km

| Pos. | Corridore          | Squadra | Tempo    |
| ---- | ------------------ | ------- | -------- |
| 1    | Mauro Gianetti     | Polti   | 2h12'02" |
| 2    | Michele Coppolillo | MG Boys | a 6"     |
| 3    | Chris Boardman     | Gan     | a 18"    |

| Pos. | Corridore          | Squadra | Tempo    |
| ---- | ------------------ | ------- | -------- |
| 1    | Mauro Gianetti     | Polti   | 6h59'12" |
| 2    | Michele Coppolillo | MG Boys | a 6"     |
| 3    | Chris Boardman     | Gan     | a 18"    |

### 3ª tappa
- 31 marzo: Castres > Castres (cron. individuale) – 6,5 km

| Pos. | Corridore      | Squadra | Tempo |
| ---- | -------------- | ------- | ----- |
| 1    | Didier Rous    | Gan     | 7'44" |
| 2    | Chris Boardman | Gan     | a 3"  |
| 3    | Neil Stephens  | ONCE    | a 9"  |

| Pos. | Corridore          | Squadra | Tempo    |
| ---- | ------------------ | ------- | -------- |
| 1    | Chris Boardman     | Gan     | 7h07'14" |
| 2    | Michele Coppolillo | MG Boys | a 5"     |
| 3    | Mauro Gianetti     | Polti   | a 8"     |

## Classifiche finali

### Classifica generale
| Pos. | Corridore               | Squadra                      | Tempo    |
| ---- | ----------------------- | ---------------------------- | -------- |
| 1    | Chris Boardman          | Gan                          | 7h07'14" |
| 2    | Michele Coppolillo      | MG Boys Maglificio-Technogym | a 5"     |
| 3    | Mauro Gianetti          | Team Polti                   | a 8"     |
| 4    | Frank Vandenbroucke     | Mapei-GB                     | a 47"    |
| 5    | Neil Stephens           | ONCE                         | a 48"    |
| 6    | Aitor Garmendia Arbilla | ONCE                         | a 50"    |
| 7    | Didier Rous             | Gan                          | a 53"    |
| 8    | Ángel Casero            | Banesto                      | a 57"    |
| 9    | Andrea Noè              | Mapei-GB                     | a 1'03"  |
| 10   | Richard Virenque        | Festina-Lotus                | a 1'06"  |